# Ivo Grbić (nogometaš)
Ivo Grbić (Split, 18. siječnja 1996.) hrvatski je nogometni vratar. Trenutačno igra za turski klub Fatih Karagümrük.

## Klupska karijera
Kao rođeni Splićanin, u mlađim uzrastima počeo je braniti za klub iz svoga mjesta. Nastupao je za Dalmatinac iz kojeg ga je, kao devetogodišnjaka, doveo Hajduk Split. Za Hajdukovu drugu momčad debitirao je u sezoni 2014./15. u 3. HNL – Jug. Sezonu kasnije, za prvu momčad Hajduka debitirao je 18. travnja 2015. u porazu protiv Rijeke.
Nezadovoljan statusom u Hajduku, odbio je potpisati novi ugovor i kao slobodan igrač preselio u Zagreb. Za Lokomotivu potpisao je 2. srpnja 2018. i odmah osigurao mjesto u početnoj momčadi. Za zagrebački klub debitirao je 28. srpnja 2018. u pobjedi nad zaprešićkim Interom. U sezoni 2019./20. bio je jedan od ključnih igrača zagrebačkog kluba u pohodu na drugo mjesto, s kojim su osigurali kvalifikacije za najelitnije europsko natjecanje, Ligu prvaka.
Grbić je, 20. kolovoza 2020., potpisao za jedan od najvećih klubova na svijetu, Atlético Madrid. U svojoj prvoj sezoni u madridskom klubu, osvojio je naslov prvaka Španjolske.
Nakon što se nije uspio izboriti za veću minutažu, Grbić je otišao na jednogodišnju posudbu u aktualnog francuskog prvaka Lille.

## Reprezentativna karijera
Nastupao je za sve uzraste mlade reprezentacije Hrvatske. Za seniorsku momčad Hrvatske, debitirao je 12. studenoga 2021. kada je Malta poražena 1:7. Dana 9. studenoga 2022. izbornik Zlatko Dalić uvrstio je Grbića na popis igrača za Svjetsko prvenstvo 2022.

## Priznanja

### Individualna
- 2024. Odlukom predsjednik Republike Hrvatske Zorana Milanovića odlikovan je Redom Danice hrvatske s likom Franje Bučara: "Za izniman uspjeh hrvatske nogometne reprezentacije, doprinos sportu i međunarodnom ugledu Republike Hrvatske te osvajanju 3. mjesta na 22. Svjetskom nogometnom prvenstvu u Državi Katru" [10]

### Klupska
Hajduk Split
- Hrvatski nogometni kup (finalist) (1): 2017./18.

Lokomotiva Zagreb
- Hrvatski nogometni kup (finalist) (1): 2019./20.

Atlético Madrid
- Prvak Španjolske (1): 2020./21.

### Reprezentativna
Hrvatska
- Svjetsko prvenstvo: 2022. (3. mjesto)[11]

## Vanjske poveznice
- Profil, Hrvatski nogometni savez
- Profil, Soccerway (engl.)
- Profil, Transfermarkt (engl.)